# Rrajcë
Rrajcë is een plaats en voormalige gemeente in de stad (bashkia) Prrenjas in de prefectuur Elbasan in Albanië. Sinds de gemeentelijke herindeling van 2015 doet Rrajcë dienst als deelgemeente en is het een bestuurseenheid zonder verdere bestuurlijke bevoegdheden. De plaats telde bij de census van 2011 8421 inwoners.